# 聚易用＋
聚易用＋（正式名稱：“聚易用＋”乘車碼），配合政府、巴士公司以及協調多家金融機構，對公共巴士收費系統進行改造，於澳門本地各家金融機構手機支付工具應用程式內新增“乘車碼”功能，直接將“聚易用”聚合支付體驗延伸至公共巴士，於2023年8月11日推出。
澳門巴士乘車碼（簡稱：乘車碼、澳門乘車碼）早於2019年正式推出及啟用，早在2019年6月7日起正式推出，當時僅接受澳門通股份有限公司旗下的“澳門錢包 MPay”使用，覆蓋澳門所有公共巴士路線。2023年擴展至聚易用旗下的電子支付工具功能；2024年4月25日起，新增非澳門居民可使用“澳門巴士乘車碼”功能，率先開放並支援
支付寶（中國大陸）、支付寶香港及綁定非本地發行銀聯卡的銀聯雲閃付使用；同年9月24日起，擴展並支援中國大陸及香港用戶的微信支付，通過搭車碼小程序開通使用。

## 歷史

### 澳門錢包乘車碼時期
2019年5月27日，政府公報刊登第82/2019行政長官批示，新增有關巴士車資支付方式的條文，以便日後乘客可透過手機應用程式的二維碼支付巴士車資，進一步方便乘客使用巴士服務。為配合特區政府的智慧城市發展策略，規範有關巴士票價的第65/2018號行政長官批示也新增相應條文，採用獲交通事務局核准且由澳門特別行政區信用機構推出的電子方式支付車資的乘客，於同年6月7日起享有與電子貨幣儲值卡相同的車資優惠及轉乘優惠。首階段由澳門通股份有限公司旗下的手機支付工具“澳門錢包 MPay”提供該服務，具相關權限之註冊用戶使用手機巴士二維碼（乘車碼）支付車資，可享有相關巴士車資優惠。（此時Mpay需要達至一定用戶等級才能夠使用乘車碼功能。附有條件方可使用。）
2021年1月1日，新巴士服務合同正式生效，要求兩家巴士公司按照新合同為市民提供適切的巴士服務，回應公眾的出行需要和提升服務舒適度。其中新合同內新增巴士服務評鑑在「乘客滿意度」的指標當中加強了乘客的參與度，由過去佔整體評鑑分數10%調升至40%，當中加入多種渠道的評分參與方式，包括乘客使用MPay乘車碼後透過手機參與當次搭乘的服務評分。
2021年7月下旬，交通事務局局長林衍新表示，計劃對該局旗下的「巴士報站」應用程式進行整改，包括在程式內加入顯示「MPay 澳門錢包」的乘車碼功能，方便市民乘坐巴士。

### 乘車碼擬引入聚合支付
2020年，因應澳門移動支付呈現井噴式發展，澳門特區政府計劃發展本地金融業推出聚合支付服務，透過整合各種電子支付方式便利市民和商戶。澳門金融管理局表示在進行有關工作的同時，指出已與交通事務局溝通，希望可以使用不同電子支付工具乘搭巴士，交局一方持開放態度，下一階段將進行研究。

### “聚易用＋”落實及推出
2023年3月，澳門立法會議員李良汪提出書面質詢包括將長者車資優惠計劃放寬至60歲或以上的澳門居民，以及關注協調金融機構有序落實“聚易用”支付至乘搭公共巴士的工作過程。交通事務局回覆指與澳門金融管理局正協調金融機構有序落實“聚易用”支付體驗延伸至公共巴士場景的一系列準備工作，對支付系統相應的改造及優化，並完成對接及各項壓力測試等。具體推出的時間，需視乎政府與金融機構協調有關服務費的安排。
2023年4月17日，在立法會口頭質詢大會上，經濟財政司司長李偉農證實“聚易用”聚合支付計劃延伸能用作支付巴士車資。澳門金融管理局行管會委員劉杏娟表示，正與交通事務局協調金融機構有序落實「聚易用」聚合支付服務延伸應用至乘搭公共巴士，相關機關正測試中，交通事務局會適時公布實施詳情。
2023年4月19日，交通事務局局長林衍新表示，就巴士車資將可以使用“聚易用”支付，他指局方會積極配合澳門金融管理局協調有更多支付巴士車資模式，故對此非常歡迎，有信心在不遠將來會有更多付費選擇。局方較關注的是，新的支付會否令巴士運作時間延長。他們希望新支付可維持在約0.5秒完成掃碼，否則每班車時間延長，會加大影響市民。
2023年6月9日，澳門金融管理局表示，該局與交通事務局正協調金融機構有序落實「聚易用」支付體驗延伸至公共巴士場景的一系列準備工作，對支付系統作出相應的改造及優化、對接及各項壓力測試等。在確保金融機構完成準備工作且不影響現有巴士車資支付時間的前提下，特區政府將適時公布具體安排。
2023年8月8日，政府公報刊登第122/2023號行政長官批示，修訂有關巴士車資支付方式的條文。澳門各金融機構客戶自同年8月11日起以任一支付工具所生成的“乘車碼”支付巴士車資，均可享現有的巴士車資及轉乘優惠（長者、殘疾及學生優惠除外），該服務正式命名為“聚易用+”。
2023年8月11日，“聚易用＋”正式推出，其標識亦陸續顯示於支付工具APP內及張貼於巴士收費機當眼位置。

### 擴展至非澳門本地用戶使用
2024年4月25日，開放支付寶（中國大陸及香港版本）以及綁定非本地發行銀聯卡的銀聯雲閃付均可使用“澳門巴士乘車碼”功能掃碼支付車資。使用上述支付方式每程車資為6澳門元，不設車資優惠及轉乘優惠。
2024年9月24日，開放微信支付旗下的搭車碼小程序（包括中國大陸及香港版本），可使用“澳門巴士乘車碼”功能掃碼支付車資。同樣地，使用上述支付方式每程車資為6澳門元，不設車資優惠及轉乘優惠。

## 使用方法
2023年8月11日起，澳門特別行政區政府金融管理局順應金融業發展將聚易用延伸至公共運輸网絡而推出「聚易用＋」。「聚易用+」推出後，“乘車碼”功能不再局限於MPay應用程式，並擴展至8間澳門本地金融機構。
乘客使用“聚易用＋”聚合支付平台中任一支付工具所生成的「乘車碼」支付巴士車資，均可享現有的巴士車資及轉乘優惠（長者、殘疾及學生優惠除外）。「乘車碼」有別於「聚易用」的「付款碼」，屬於兩個獨立功能，使用前必須先於支付工具APP開通「乘車碼」功能。在開通後每次乘坐巴士前，先在手機打開支付工具應用程式的「乘車碼」，上車時將「乘車碼」放置於巴士收費機前掃一掃，聽到「掃碼成功」便完成支付。有關交易可透過使用的支付工具應用程式上進行查閱。為便利乘客使用乘車碼，交通事務局另於「巴士報站」及「澳門出行」應用程式內，加入跳轉至「乘車碼」頁面的功能；乘客在完成支付車資後24小時內，亦可透過支付工具應用程式連結至交通事務局填寫問卷，以表達對巴士服務的意見。
在“聚易用＋”推出前，使用「乘車碼」服務需預先下載澳門通股份有限公司旗下的“MPay”手機應用程式，在下載後使用者只需打開手機中的MPay app，在感應器前簡單一掃，隨後會自動從電子錢包餘額裡扣款。不過欲要使用「乘車碼」的人士必須綁定銀行賬戶或信用卡升級至3A或3B級賬戶後，便可開通MPay內之「乘車碼」。同時，用MPay「乘車碼」搭乘巴士，亦可享受澳門通卡同等的首程及轉乘優惠。由於手續繁鎖引起民間有所不滿。在澳門立法會全體會議上，不少立法會議員多次提出將聚易用延伸至公共交通网絡，順應本地金融業發展。
“聚易用+”服務連同非本地支付寶、雲閃付及微信支付功能，在目前（2024年）只能用於澳門特別行政區內乘坐公共巴士（包括新福利和澳巴所營運之巴士路線），其他公共運輸交通工具（包括澳門電召及澳門輕軌）則使用聚易用或相關支付工具的付款碼。雲閃付內使用澳門巴士乘車碼（“聚易用+”）時需要留意，必須綁定澳門本地金融機構發出的銀聯信用卡才可享受車資優惠計劃下的首程及轉乘優惠。使用支付寶（中國大陸）、AlipayHK、綁定非本地發行銀聯卡的銀聯雲閃付的“乘車碼”及微信支付旗下的搭車碼小程序（包括中國大陸及香港），不設車資優惠及轉乘優惠。

## 收費
| 路線類型 | 聚易用＋ | 境外支付工具          | 境外支付工具            | 境外支付工具            |
| 路線類型 | 聚易用＋ | 支付寶 （內地及香港） | 雲閃付 非綁定澳門銀聯卡 | 微信支付 （內地及香港） |
| -------- | -------- | --------------------- | ----------------------- | ----------------------- |
| 一般路線 | $3.0     | $6.0                  | $6.0                    | $6.0                    |
| 快線     | $4.0     | $6.0                  | $6.0                    | $6.0                    |

## 相關反應及爭議

### 與MPay程式相關運作情況
在澳門通股份有限公司旗下手機應用程式推出“乘車碼”服務後，初期大部分市民選擇使用澳門通卡乘車，部分旅客則使用現金方式支付，但使用掃碼支付的乘客就少之有少。有市民認為在日常消費上使用MPay支付，但認為該應用程式頁面較為複雜，兼且於公共巴士上不太適合使用。有旅客表示中國大陸手機支付工具於澳門市面上仍未普及，認為需另下載一個應用程式於澳門使用，甚至乘坐巴士，的確較麻煩，仍較偏向使用現金或「澳門通」。
2020年6月1日，「MPay澳門錢包」應用程式出現大規模故障，導致應用程式內的“乘車碼”無法使用。
2024年2月1日起，“MPay 澳門錢包”乘車碼開放至所有用戶，任何地區的人士都可使用澳門、香港或中國大陸手機號碼註冊MPay，一、二級用戶需於指定超市或便利店通過現金充值，但當餘額小於MOP4.00 時，提示用戶餘額不足，不會顯示乘車二維碼。

### COVID-19疫情期間
2021年10月，澳門在採取COVID-19清零政策進行期間，爆發“酒店保安與裝修外僱”感染群組，有社會人士對澳門通卡採取實名制以有效追蹤巴士上的共同軌跡乘客。群力智庫副理事長顏奕恆受訪時指出，事件引發不少居民憂慮，他建議在保障個人私隱條件下，有關部門應加快研推巴士卡實名制，以百分百有效追蹤巴士上的共同軌跡乘客，避免相關乘客在傳染期間繼續在社區公共場所大幅度移動，引發更大的社區爆發風險。另一方面，實名制亦能幫助特區政府精準給予澳門居民乘車優惠，節省公帑。又建議當局加強與金融機構及移動支付供應商合作，使澳門以至中國大陸的電子支付平台可加入「乘車碼」功能，一方面可解決旅客乘車問題，同時若日後再次發生巴士上傳毒事件，亦可快速尋找有機會受感染的乘客。
2021年11月27日，「巴士實名登記計劃」正式實施，澳門通卡須經實名登記後方可享有車資優惠，持“乘車碼”（MPay）的人士有已具實名條件聯繫乘車人可毋須另行登記。

### MPay一市獨大惹社會批評
2021年1月，澳門金融管理局推出「聚合支付」 服務─「聚易用Simple Pay」，並於同年2月8日開展首階段“反掃聚合”試行，其後於同年3月31日開展“正掃聚合”試行，但“聚易用”僅可以在商戶中進行交易付款。讓巴士電子支付像澳門輕軌般，繼續由澳门通股份有限公司一市獨大，持續引起社會關注，而社會人士或市民最終希望將「聚易用」引入巴士支付系統中。
2020年12月31日，第二期電子消費優惠計劃使用期結束，電子消費卡亦可轉換成一般澳門通電子儲值卡引起社會質疑。其中傳新澳門協會理事長林宇滔指應將巴士車資補貼集中於澳門居民，但認為亦應包括外僱，因為相關人士在澳門使用交通是剛性需求。而補貼方案不應僅限一個支付平台，他建議政府應盡快推出「聚合支付」方式，而且做到「轉數快」的方法，讓更多支付平台能用於巴士上。
2021年4月15日，群力智庫中心發布「本澳電子支付發展之意見書」，當中提及有意見指出，因疫情影響政府推出兩輪消費補貼計劃均由某電子支付平台獨佔，理解政府為了迅速落實，選擇某電子支付平台作服務商無可厚非，但該電子支付平台自始至今仍一直獨佔巴士車資電子消費系統，其電子支付市場佔有率有獨大之勢，影響本地電子支付生態平衡。研究團隊建議當局在政策推行時思慮公平競爭，營造澳門電子支付平台健康生態。副理事長顏奕恆直指在兩輪電子消費優惠計劃及巴士車資支付方面由單一公司（澳門通股份有限公司）獨大，影響澳門電子支付生態平衡，在毫無競爭下取得整個消費券市場的份額，引起社會輿論反響。
2021年4月19日，正報社評指拍卡支付巴士車資的習慣，大部份居民養成已久，主因是免每次乘車準備一堆零錢，重中之重是，可透過此享有政府的車資補貼，普通乘客，可享半價的車資優惠，長者及學生、殘疾人士可享更大的車資補貼，在經濟誘因下，令電子支付在巴士服務上根深蒂固。自2011年開始，特區政府以「澳門道路集體客運電子收費及清算」服務直接判給，每年向澳門通支付超過1400萬元服務費，至2018年累計支付1.1億元，而澳门通及Mpay在巴士車資支付方面簡直是“一市獨大”。巴士電子支付服務系統壟斷不利社會發展，而良性競爭有助推動服務朝更好方面發展。
2021年7月20日，交通諮詢委員會舉行閉門工作會議，議程之一是介紹巴士報站系統下階段的整改。而有關整改是將交通事務局旗下的“巴士報站”應用程式中增加“乘車碼”功能，局長林衍新指正掌握“巴士報站”應用程式活躍用戶中有逾兩成人使用澳門通股份有限公司的MPay乘車碼支付車資，故決定在App更新增加有關乘車碼功能，祈更方便居民使用。該局同時承認MPay也是目前唯一獲當局批准可享政府車資優惠的電子支付應用程式。有關做法被批評對巴士車資支付方式是“一市獨大”。
2023年1月1日，澳門通股份有限公司公司突然宣佈停止提供銀聯閃付卡的支付服務，當中包括繳付巴士車費服務，引起網上廣泛討論。
2023年4月17日，澳門立法會間選議員何潤生提出質詢關注電子支付普及情況，指澳門現時的電子支付仍存在不少問題，例如部分商店或街市小販等未有使用電子支付；澳門輕軌只允許用電子支付買車票及儲值咭；「聚易用」當時亦不能用於巴士服務；各式電子支付的功能、方便程度、可使用的場景甚至手續費都普遍存在落差等，擔心當未來一切電子支付的優惠結束，沒有誘因之後，居民及商戶是否會繼續使用電子支付仍是未知之數。

### 疫後未有引入境外移動支付乘車碼功能
2023年3月17日，市民日報市民之言提到乘坐公共巴士只能使用澳門通儲值卡及旗下的電子錢包，銀聯閃付停用導致只能投放輔幣乘車，特別是中國大陸旅客在中國境內城市可使用電子支付乘車，因巴士無法使用支付寶及微信支付，只能夠到處找換輔幣或無奈地投入10元面值紙幣。作為提供公共服務的巴士公司，竟然無法與中國大陸及香港接軌，所謂「融入國家發展大局」，只是交通事務局高高舉起又輕輕放下之例。而相關部門回應澳門立法會議員的書面質詢，表示與金管局正協調金融機構有序落實「聚易用」支付體驗延伸至公共巴士場景的一系列準備工作，但未有引入境外支付乘車碼功能供旅客乘坐巴士。由澳門與中國大陸及香港電子支付各不連通，對粵港澳大灣區發展互聯互通方面不利，又認為特區政府有必要提速趕上電子支付的潮流，將中國大陸和香港的其他電子支付工具引入澳門交通中，完善構建智慧城市的工作。
2023年7月15日起，在交通事務局統籌安排下，新福利及澳巴配合推行支付寶及微信支付掃碼支付車資的措施安排。兩間巴士公司於部分巴士站派工作人員為有需要乘客提供掃碼乘車試行服務，每程收取六元，不設轉乘優惠，不設找贖。有關措施分別於關閘總站、青洲坊總站、港珠澳大橋邊檢大樓、亞馬喇前地及橫琴澳方口岸（澳巴除外）五個主要巴士站，以試行方式利用支付寶及微信支付收取車資二維碼，供有需要的乘客使用。有關措施安排褒貶不一，初期實施期間有中國大陸旅客指措施安排方便，部分旅客指計劃雖然沒有車資優惠，日後亦會使用，認為有關措施便利旅客，網上有輿論指有關措施落後以及倒退。
2023年8月10日，澳門立法會直選議員顏奕恆提出書面質詢，指公共巴士電子支付未夠完善，建議當局增加銀行卡、信用卡等支付方式，便利海外旅客，並進一步優化早前試行的支付寶及微信支付當面掃碼，人手確認的乘車形式，改為機器直接刷取二維碼，向鄰近地區靠攏，提升旅客方便程度。同時敦促政府交代“聚易用”支付延伸應用至公共巴士的規劃情況。
2023年8月11日，行政長官賀一誠回覆立法議員質詢有關智慧交通提問時表示，推動掃碼乘車，方便居民及旅客；至於與中國大陸交通聯合一卡通在澳使用問題正在磋商中，希望盡快落實。
2023年9月15日，澳門日報社評指以青茂口岸為例，交通指示不清晰，加上周邊巴士站分散，對旅客造成不便。有關部門先前於指定巴士站試行支付寶及微信支付掃碼乘車，但絕大多數巴士站仍需使用現金或本地移動支付乘車碼，加上周邊缺乏找換店或商鋪，旅客望巴士興嘆。建議有關當局需要時再進一步升級巴士收費系統，方便普遍使用電子支付的旅客，優化旅遊體驗。
2023年10月27日，澳門金融管理局表示計劃於2024年推出使用支付寶支付巴士車資，下階段冀與交通事務局協調可否接受其他境外支付工具支付巴士車資，更方便旅客來澳旅遊。在運輸工務領域2024年財政年度施政方針中，當中包括爭取於2024年將非澳門用戶的銀聯乘車碼、非澳門用戶的支付寶乘車碼、微信乘車碼，以及中華人民共和國交通運輸部的交通一卡通等支付方式，納入可於澳門巴士上使用。
2024年4月25日，澳門巴士乘車碼功能擴展至非本地移動支付工具使用，率先開放支付寶（中國大陸及香港）以及綁定非本地發行銀聯卡的銀聯雲閃付的用戶使用；並於同年9月24日擴展至中國大陸及香港的微信支付用戶使用乘車碼功能。
雖然澳門公共巴士電子支付系統已引入中國大陸及香港的支付工具，但對沒有兩地電子支付系統海外旅客而言仍造成不便，需準備好輔幣乘車；近年來全球多個城市的公共交通工具，包括鄰埠的香港的港鐵、巴士及電車已安裝相關電子支付設備接受國際信用卡的支付。

### 倡增設特設人群優惠乘車碼
2023年3月，澳門中華學生聯合總會副理事長何天浩認為，在疫情普惠措施的推動下，澳門居民普遍已習慣使用電子支付，乘車碼已成為澳門居民日常乘坐公共交通工具的主要支付方式，經多年實際應用，相信乘車碼系統發展經已成熟，具備充分條件擴充適用人群。何天浩提到，按照現行規定，若符合資格居民使用特定人群優惠仍需持個人化的澳門通卡。相比使用乘車碼，傳統澳門通卡存在遺失或者遺漏風險，若不幸遺失，補發程序繁複且需時，更需繳交一定行政費用，為受惠者帶來不便；相反，乘車碼只需電話有足夠電量就能隨時隨地甚至在無網絡的情況下使用。與乘車碼相比，使用澳門通卡顯然存在局限性，因此建議設立特定人群的乘車碼，如學生乘車碼，以避免上述各種不便的情況，同時亦能配合近年特區政府積極推動澳門電子支付多元化與普及的政策方向，提高居民出行的便利性，令居民能夠更加方便快捷享用到特區政府為居民所提供的車資優惠。